# Lukič
Lukič je priimek več znanih Slovencev (upoštevana tudi varianta Lukić) :

## Znani nosilci priimka v Sloveniji
- Alenka Lukič, alpinistka, plezalka
- Dragica Wedam Lukić (*1949), pravnica, univ. profesorica, ustavna sodnica
- Franc Lukič (1928 - 2020), zdravnik onkolog, kirurg, prof. MF
- Goran Lukić, sindikalist
- Ljubiša Lukić, zdravnik transfuziolog
- Marko Lukič (*1969), alpinist
- Milan Lukič/Milan Lukić (&sin Marko), podjetnika (LUMAR)
- Sara Lukič, športna plezalka
- Sašo Lukič (*1973), nogometaš